# Ceona Amazon
Ceona Amazon — глибоководне будівельне та трубоукладальне судно, споруджене у середині 2010-х років на замовлення компанії Ceona.
Корпус судна спорудили на польській верфі Crist у Гдині. Після цього його відбуксирували до німецького Бремергафена, де на верфі Lloyd Werft провели дообладнання. Нарешті, в Нідерландах на верфі Huisman у Східамі за допомогою плавучого крана великої вантажопідйомності Matador 3 провели монтаж двох кранів та трубоукладальної вежі.

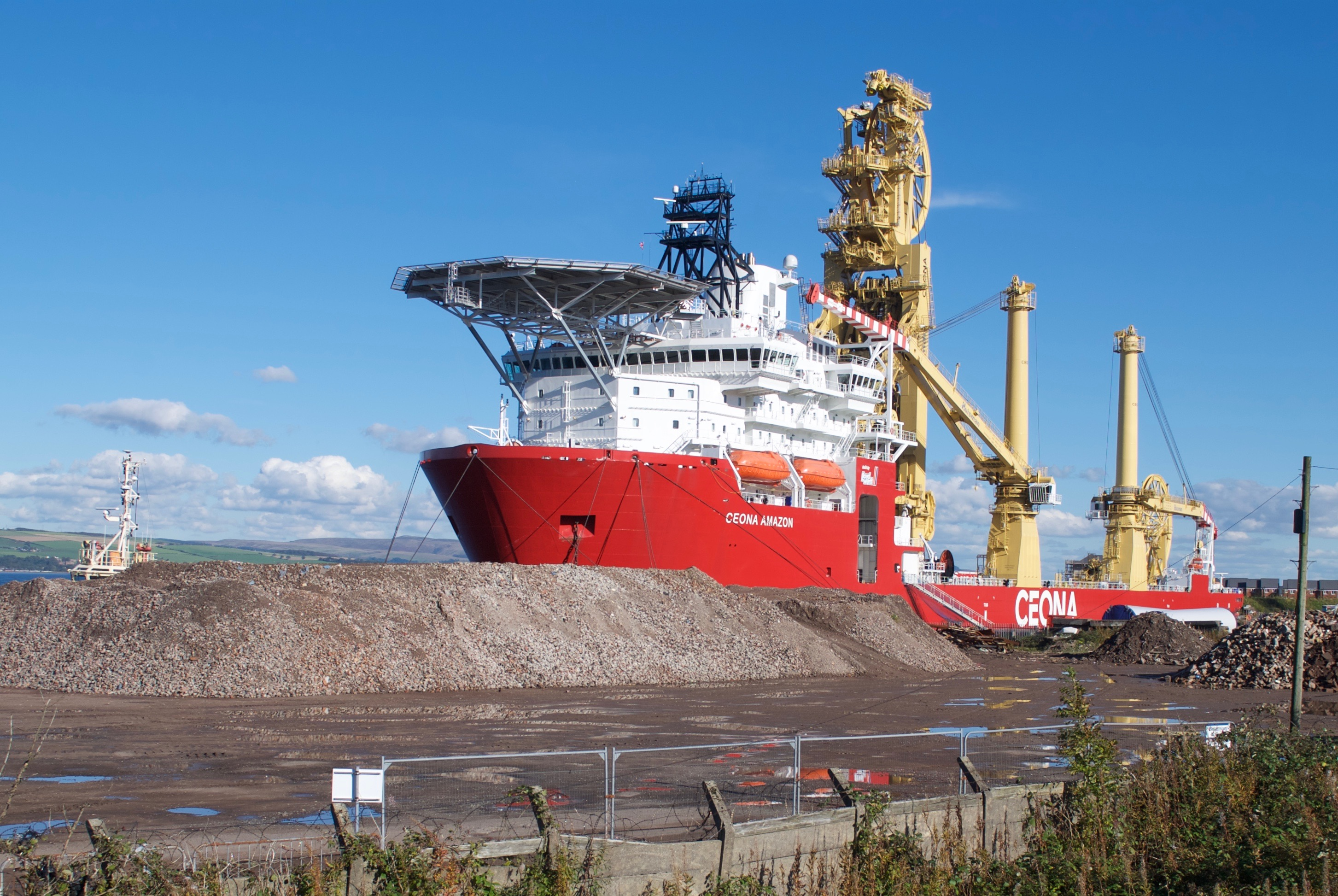
Судно на відстої у порту Грінок (Шотландія) восени 2016 року

Судно здатне здійснювати будівельні роботи та провадити укладання як жорстких, так і гнучких труб на глибинах до 3000 метрів. Воно обладнане двома кранами вантажопідйомністю по 400 тонн та трубоукладальною вежею з показником 570 тонн, при цьому роботи провадяться через центральний люк (moonpool). Робоча палуба судна має площу 4600 м2 і розрахована на максимальне навантаження 16 т/м2, тоді як призначена передусім для розміщення труб нижня палуба здатна прийняти 5500 тонн вантажу. Гнучкі труби розміщуються на каруселі діаметром 18 метрів та ємністю 3500 тонн.
Судно має два дистанційно керовані підводні апарати (ROV), здатні виконувати завдання на глибинах до 3000 метрів.
Пересування до місця виконання робіт здійснюється із максимальною швидкістю до 14,1 вузла (при відкритому робочому люку — до 13,4 вузла), а точність встановлення забезпечується системою динамічного позиціювання DP2.
Силова установка складається з шести двигунів — двох типу MAN 9L32/44CR та чотирьох 8L32/44CR загальною потужністю 28 МВт (за іншими даними — 26,4 МВт).
На борту наявні каюти для 200 осіб. Доставка персоналу та вантажів може здійснюватись з використанням гелікоптерного майданчика судна діаметром 22 метри, який розрахований на прийом машин типу Sikorsky S92.
Першим контрактом для Ceona Amazon мали бути роботи в Мексиканській затоці за проектом нафтогазового родовища Целакант. Проте вже за кілька місяців по завершенні судна, у вересні 2015 року, його власник компанія Ceona потрапила під управління зовнішньої адміністрації. Як наслідок, судно простояло багато місяців у порту Грінок на заході Шотландії, допоки у 2017-му його зі снижкою 80 % первісної вартості не викупила компанія McDermott.